# Балочное
Балочное (укр. Балочне) — посёлок в Шахтёрском районе Донецкой области Украины. Под контролем самопровозглашённой Донецкой Народной Республики.

## География

#### Соседние населённые пункты по странам света
С: Рассыпное (посёлок)
СЗ: Петропавловка
СВ: Рассыпное (село), Грабово
З: Красный Луч, Стожково, Стожковское
В: Ровное, Пелагеевка
ЮЗ: Московское, Контарное, город Шахтёрск
ЮВ, Ю: город Торез

## Население
Население по переписи 2001 года составляло 18 человек.

## Общие сведения
Почтовый индекс — 86234. Телефонный код — 6255. Код КОАТУУ — 1425281202.

## Местный совет
86234, Донецкая область, Шахтёрский р-н, с. Грабово, ул. Советская, д.18